# Jamie-Lee Kriewitz
Jamie-Lee Kriewitz (Bennigsen, 18 marzo 1998) è una cantante tedesca. Jamie è diventata famosa nel 2015, anno in cui ha vinto la quinta stagione di The Voice of Germany. Ha rappresentato la Germania all'Eurovision Song Contest 2016 con la canzone Ghost classificandosi ultima.

## Biografia
Jamie-Lee Kriewitz è nata il 18 marzo 1998 a Bennigsen vicino ad Hannover, in Germania. Suo padre è batterista nella band punk rock 3Zylinder. All'età di 12 anni è entrata nel coro gospel Joyful Noise. Jamie-Lee si distingue per il suo stile fortemente ispirato alla moda giapponese Decora kei e per il suo stile musicale influenzato dal k-pop, il pop sudcoreano, del quale il suo gruppo preferito sono i Block B. Appassionata di cultura coreana, prima di entrare nel mondo dello spettacolo Jamie-Lee pianificava di studiare lingua e cultura coreana. Jamie-Lee è vegana dal 2012 e partecipa a campagne lanciate dalla PETA per promuovere una dieta vegana.
Nel 2015 Jamie-Lee Kriewitz ha partecipato alle audizioni per The Voice of Germany. Alla sua blind audition, in cui ha cantato The Hanging Tree di James Newton Howard e Jennifer Lawrence, tutti e quattro i giudici si sono girati per poter essere il suo mentore. Jamie-Lee ha scelto di far parte del team di Michi e Smudo. Nella finale di The Voice del 17 dicembre 2015 Jamie-Lee ha cantato Take Me Home insieme a Jess Glynne e la sua canzone originale, Ghost. Ha finito per vincere la competizione, ottenendo il 38,29% dei voti del pubblico. Ghost ha raggiunto l'undicesimo posto nella classifica tedesca, ed è entrata in classifica anche in Austria (#65) e in Svizzera (#26).
Il 12 gennaio 2016 è stato annunciato che Jamie-Lee Kriewitz avrebbe partecipato a Unser Lied für Stockholm, il programma di selezione nazionale tedesco per l'Eurovision Song Contest 2016, con la sua canzone Ghost. Nella finale del 25 febbraio 2016 Jamie-Lee si è scontrata con nove altri artisti, ottenendo 221.846 televoti (il 28,78% del totale), arrivando prima e accedendo alla superfinale a tre, dove ha ricevuto 498.293 televoti (il 44,5% del totale), vincendo la competizione e andando di diritto a rappresentare la Germania all'Eurovision. L'album di debutto di Jamie-Lee Kriewitz, intitolato Berlin, è uscito il 29 aprile 2016.

## Discografia

### Album in studio
- 2016 - Berlin

### Singoli
- 2015 - Ghost
- 2016 - Wild One
- 2016 - Lions Heart